# Victoria Lemieux
Victoria Lemieux   (Toronto, 27 de març de 1963) és una especialista canadenca en gestió de documents i professora associada d'estudis arxivístics a la Universitat de la Colúmbia Britànica (UBC). És coneguda per la seva investigació sobre la gestió de la informació financera, la mitigació del risc, inclòs l'ús de la tecnologia cadena de blocs en la reducció del risc.

## Biografia
Victoria Louise Lemieux (de soltera Bryans) va néixer a Toronto el 1963. Va obtenir un màster en Estudis Arxivístics a la Universitat de la Colúmbia Britànica al voltant de 1985, i va començar una carrera com a professional de gestió de registres i informació. El 2002 va obtenir un doctorat al University College de Londres amb una tesi que examinava les causes relacionades amb la informació de la crisi financera de Jamaica de 1996-1997. Es va convertir en un Certified Information Systems Security Professional (CISSP) el 2005.

## Carrera

### Ciutat d'Edmonton
Lemieux va ser directora dels serveis d'informació de la ciutat d'⁣Edmonton, on va millorar la gestió dels documents a l'oficina de la secretaria municipal. Va ser ascendida a Directora de Serveis d'Informació i Expedients Corporatius, on va ser la responsable de tots els registres de la ciutat.

### Universitat de les Índies Occidentals
El setembre de 1993, Lemieux es va convertir en la directora de registres del campus de la Universitat de les Índies Occidentals (UWI). El 1997 va ser promoguda a Arxivista Universitària a la UWI, i va ser la responsable de la modernització del sistema de registre en tres campus. També va ampliar el programa de certificats de gestió de documents de la Universitat per formar treballadors del sector públic a tota la regió del Carib. A més, va oferir consultoria sobre la millora de l'eficiència i la rendició de comptes de la gestió de documents en diversos països del Carib de parla anglesa. Però deixà la UWI el juliol de 2001.

### Banc Mundial
Lemieux va ser consultora del Banc Mundial del juliol del 2001 al setembre del 2002. Va auditar els sistemes de recursos humans i nòmines dels governs d'⁣Uttar Pradesh (Índia), Tanzània, Burkina Faso i Xile. Tornant després al Banc Mundial com a especialista sènior del sector públic des del juliol del 2014 fins al juny del 2016, amb permís de la Universitat de Colúmbia Britànica. Va treballar per donar suport al desenvolupament econòmic i social mitjançant la transparència i la gestió de la informació, i va ser líder de diversos projectes d'anàlisi de big data. Lemieux va dirigir el grup imProvenance finançat pel Banc Mundial. Assessorant el Banc Mundial, les agències de desenvolupament internacional associades i els països en desenvolupament clients del banc sobre transparència i gestió de la informació.

### Credit Suisse
Després de completar el seu doctorat a la UCL l'any 2002, Lemieux es va incorporar al banc d'inversió global Credit Suisse. Va ser vicepresidenta de gestió de riscos informàtics. El 2007 va ser responsable dels components de seguretat i risc de tecnologia de la informació d'un important projecte d'externalització de la infraestructura de xarxa del banc. En aquest projecte va aplicar la seva teoria pionera de la gestió de documents basada en el risc.

### Consultoria
L'any 2008 Lemieux va fundar CIFER, el Centre per a la Investigació de Registres Electrònics Financers. Després de la crisi financera de 2007-2008, va treballar amb l'⁣Oficina d'Investigació Financera del Departament del Tresor dels Estats Units per introduir conceptes de gestió de documents als reguladors financers i per promoure la transparència en el sistema financer global. Llavors va ser representant del Canadà al Comitè Tècnic de Serveis Financers TC68 de l'⁣Organització Internacional per a l'Estandardització (ISO). També serví com a consultora de les Nacions Unides i del Secretariat de la Commonwealth.

### Universitat de la Colúmbia Britànica
Des de juliol de 2012 fins a juliol de 2014, Lemieux fou directora del Media & Graphics Interdisciplinary Center (MAGIC) de la Universitat de la Colúmbia Britànica (UBC), on va establir el Saló Digital per a l'ús de les Humanitats Digitals. L'abril de 2014 es va convertir en professora associada en ciències d'arxiu a la Universitat de Colúmbia Britànica (UBC). Va col·laborar en el disseny de cursos sobre Seguretat en Tecnologies de la Informació, Garantia de la Informació i Gestió de Riscos; Registres financers; i Visualització de la informació i Analítica visual.
Després de tornar de dos anys d'excedència al Banc Mundial, el 2016 Lemieux va fundar un clúster de recerca transversal sobre tecnologia de cadena de blocs, Blockchain@UBC. El 2019, el Consell de Recerca en Ciències Naturals i Enginyeria del Canadà (NSERC) li va concedir 1.600.000 dòlars per a un projecte de cinc anys per formar fins a 139 estudiants de màster i doctorat en diferents aspectes de la tecnologia de cadena de blocs i de registre distribuït. Quinze socis del sector, inclosos Boehringer Ingelheim i Mitacs, també van oferir suport. El programa havia de començar el gener de 2020 i cobriria les àrees de salut i benestar, energia neta, tecnologia reguladora i problemes per als residents indígenes. 

## Recerca i innovació
Lemieux considera l'arxivística com una disciplina acadèmica rellevant per a altres disciplines, en lloc de veure-la com un camp professional. Abraça eines i enfocaments des de l'ontologia, l'anàlisi visual, la teoria de grafs, els sistemes d'informació i la filosofia per descriure l'estructura interna dels registres d'arxiu, la seva procedència i com representen les xarxes. Lemieux i altres com Kenneth Thibodeau veuen la teoria dels grafs i la tecnologia semàntica com a fonamentals per a la teoria dels arxius i la gestió de documents.
L'any 2010 Lemieux va estudiar literatura sobre el risc dels registres i la informació, analitzant aspectes com els tipus de risc que es discuteixen més sovint, els plantejaments del tema i l'evolució de les opinions al llarg del temps. Va revisar diversos centenars d'articles sobre el risc associat als arxius i registres. Els temes van incloure tipus de risc per als documents, riscos provocats pels documents, riscos si la professió no s'adapta als nous formats de registre, riscos en la forma en què es duen a terme les funcions d'arxiu i tècniques per mitigar el risc. Lemieux desenvolupà llavors una eina per avaluar el risc de comportament humà i organitzacional quan s'implementa sistemes EDRM.
A partir del 2020, estava investigant la disponibilitat de registres fiables, especialment registres financers. Interessant-se en com els riscos per a la disponibilitat dels documents afecten la responsabilitat pública i la transparència, l'estabilitat financera i els drets humans. Estava especialment interessada en els sistemes de manteniment de registres de cadena de blocs. És membre del Comitè Tècnic 307 de l'⁣Organització Internacional per a l'Estandardització (ISO) sobre Blockchains i istributed Ledger Technology.

## Reconeixement
Els premis inclouen:
- 2001 Premi W. Kaye Lamb al millor paper
- 2009 Peter Wall Institute for Advanced Studies Early Career Scholar Award
- Premi Emerald Literati al millor paper 2011
- Premi Emmett Leahy 2015 per contribucions destacades a la professió de gestió documental
- Premi a la Innovació en Big Data del Banc Mundial 2015

## Publicacions
- Tracing Your Ancestors in Alberta, 1992. ISBN 096959190X.
- «Applying mintzberg's theories on organizational configuration to archival appraisal». Archivaria, 46, 1998, p. 32–85.
- Better Information Practices: Improving Records and Information Management in the Public Service.  Commonwealth Secretariat, 1999. ISBN 978-0-85092-582-1.
- «Let the Ghosts Speak: An Empirical Exploration of the" Nature" of the Record». Archivaria, 51, 2001, p. 81–111.
- The Lure of the Peace River Country: A Fostered Dream.  Detselig Enterprises, 2003. ISBN 978-1-55059-243-6.
- Managing risks for records and information.  ARMA International, 2004. ISBN 1931786186.
- «Meeting Big Data challenges with visual analytics: The role of records management». Records Management Journal, 24, 2, 2014, p. 122–141. DOI: 10.1108/RMJ-01-2014-0009.
- Managing Records in Global Financial Markets: Ensuring Compliance and Mitigating Risk (Principles and Practice in Records Management and Archives), 2011. ISBN 978-1856046633.
- Victoria Lemieux. Financial Analysis and Risk Management: Data Governance, Analytics and Life Cycle Management.  Springer Science & Business Media, 20 octubre 2012. ISBN 978-3-642-32232-7.
- Victoria L. Lemieux. Building Trust in Information: Perspectives on the Frontiers of Provenance.  Springer, 11 agost 2016. ISBN 978-3-319-40226-0.
- Public Access to Information for Development: A Guide to the Effective Implementation of Right to Information Laws.  World Bank Publications, 29 juny 2016. ISBN 978-1-4648-0880-7.
- «Trusting records: is Blockchain technology the answer?». Records Management Journal, 2016.
- «The application of visual analytics to financial stability monitoring». Journal of Financial Stability, 27, 2016, p. 180–197.
- A typology of blockchain recordkeeping solutions and some reflections on their implications for the future of archival preservation, 2017, p. 2271–2278.
- Blockchain and distributed ledgers as trusted recordkeeping systems, 2017.
- «Evaluating the use of blockchain in land transactions: An archival science perspective». European Property Law Journal, 6, 3, 2017, p. 392–440. DOI: 10.1515/eplj-2017-0019.
- Building Decentralized Trust: Multidisciplinary Perspectives on the Design of Blockchains and Distributed Ledgers.  Springer International Publishing, 26 gener 2021. ISBN 978-3-030-54413-3.